# Кариотакис, Костас
Ко́стас Кариота́кис (греч. Κώστας Καρυωτάκης; 30 октября 1896 — 20 июля 1928) — греческий поэт, один из наиболее заметных в 1920 годы греческих поэтов-иконоборцев.

## Биография[1]
Кариотакис родился в городе Триполи. Его отец был инженером, и по долгу службы много разъезжал. Детство и юность Костаса прошли в самых разных городах, в том числе в Аргостоли, Лефкаде, Ларисе, Каламате, Афинах и т. д.
Его первые поэтические пробы были опубликованы в различных журналах для детей в 1912 году. Костас получил образование в Афинском колледже Права и Политики (англ. Athens School of Law and Political Sciences), окончив его в 1917. Однако карьеру юриста Кариотакис решил не продолжать. Он поступил на службу в префектуру города Салоники. Работа ему не нравилась, о чём свидетельствовала его поэзия этого периода, в которой нередко поднималась тема бюрократии. Он написал прозаическое произведение Catharsis, также посвященное данной теме, и вследствие чего потерял свою должность и был переведён в другой регион Греции. Во время своих переездов Костас Кариотакис столкнулся с тоскливой и мученической жизнью страны в Первую мировую войну.
В феврале 1919 года Кариотакис опубликовал свой первый поэтический сборник «Ὁ πόνος τοῦ ἀνθρώπου καὶ τῶν πραμάτων» (рус. Боль людей и вещей), который был довольно плохо принят и вызвал шквал отрицательных критических рецензий. В этом же году совместно со своим другом Агисом Левендисом (Agis Levendis) создал сатирический журнал «Дурачок» (англ. The Calf), который несмотря на большой успех был запрещен полицией после шестого переиздания. В 1921 году он опубликовал свой второй поэтический сборник «Νηπενθῆ» (рус. Вино забвения или Непенф).
В 1922 году начался роман Костаса Кариотакиса и поэтессы Марии Полидоури (греч. Μαρία Πολυδούρη), с которой он познакомился по работе в префектуре Аттики.
В 1923 году он написал поэму «Ωχρά Σπειροχαίτη» (рус. Бледная спирохета), которая была впервые опубликована под названием «Песнь безумия», которая вызвала массу кривотолков, в частности слухов о том, что поэт болен сифилисом, который вплоть до 1945 года относился к хроническим заболеваниям и считался неизлечимым. Так, Джордж Скоурас (George Skouras), лечащий врач поэта писал: «Он болел, он был сифилитиком», а Джордж Савидис (George Savidis, 1929—1999), профессор Университета Аристотеля в Салониках (Aristotle University of Thessaloniki), являющийся исследователем и знатоком греческой поэзии, а также обладателем обширного архива о греческих поэтах, выяснил, что, Кариотакис страдал от сифилиса, и что его брат, Танасис Кариотакис, считал болезнь позором семьи.
В 1924 году Костас Кариотакис путешествовал заграницей, он посетил Германию и Италию. В декабре 1927 года он опубликовал свой последний поэтический сборник «Ἐλεγεῖα καὶ Σάτιρες» (рус. Элегия и сатира). В феврале 1928 года Кариотакис был переведён в Патры, а через некоторое время провел отпуск в Париже. В июне 1928 года переселился в город Превезу. Оттуда он посылал письма друзьям и родным, полные отчаяния и описывающие весь ужас его пребывания в этом городе. Ему предложили перебраться ненадолго в Париж, но он отказался, сознавая, каким не легким финансовым бременем это станет для семьи. Он написал поэму «Πρέβεζα» (рус. Превеза) незадолго до самоубийства.

### Самоубийство
20 июля 1928 года Кариотакис приехал в Монолити, где пытался утопиться в течение десяти часов, однако так и не смог, поскольку был прекрасным пловцом, о чём он и написал в предсмертной записке. В ту же ночь он вернулся домой, а затем отправился покупать револьвер. В течение нескольких часов поэт курил в небольшом кафе Ouranios Kipos (рус. Райский сад). Затем он отправился на побережье Agios Spyridon и там под кроной большого эвкалипта он покончил с собой, выстрелив себе в сердце.
Литературное признание пришло к Кариотакису через десятки лет после его смерти. В 1970-е годы произошло переосмысление его творчества литературными критиками и специалистами, после чего его стали называть «личностью, уникальной в греческой литературе».